# Adem Abdelkader Benyache
Adem Abdelkader Benyache (* 13. Oktober 2005) ist ein algerischer Leichtathlet, der sich auf den Sprint spezialisiert hat.

## Sportliche Laufbahn
Erste internationale Erfahrungen sammelte Adem Abdelkader Benyache im Jahr 2022, als er bei den U20-Weltmeisterschaften in Cali mit 21,97 s in der ersten Runde im 200-Meter-Lauf ausschied. Im Jahr darauf belegte er bei den U20-Afrikameisterschaften in Ndola in 21,76 s den achten Platz, ehe er bei den Arabischen U23-Meisterschaften in Radès in 21,39 s die Bronzemedaille hinter dem Saudi-Araber Abdulaziz Abdui Atafi und Ali Anwar Ali al-Balushi aus dem Oman gewann. Zudem siegte er dort in 3:07,46 min mit der algerischen 4-mal-400-Meter-Staffel. Daraufhin belegte er bei den Panarabischen Spielen in Algier in 21,34 s den sechsten Platz über 200 Meter und gewann mit der 4-mal-100-Meter-Staffel in 40,35 s die Bronzemedaille hinter den Teams aus Oman und Bahrain. 2024 siegte er in 21,12 s über 200 Meter bei den Arabischen U20-Meisterschaften in Ismailia und gewann im 100-Meter-Lauf in 10,52 s die Bronzemedaille. Zudem gewann er mit der 4-mal-100-Meter-Staffel in 42,23 s die Silbermedaille. Anschließend belegte er bei den Arabischen U23-Meisterschaften ebendort in 10,39 s den vierten Platz über 100 Meter, ehe er bei den U20-Weltmeisterschaften in Lima mit 10,71 s in der ersten Runde ausschied. Im Jahr darauf gewann er bei den Arabischen Meisterschaften in Oran in 20,83 s die Bronzemedaille über 200 Meter hinter dem Saudi-Araber Abdulaziz Abdui Atafi und Ali Anwar Ali al-Balushi aus dem Oman. Zudem gewann er mit der 4-mal-100-Meter-Staffel in 40,04 s die Goldmedaille.
2024 wurde Benyache algerischer Meister im 100-Meter-Lauf.

## Persönliche Bestleistungen
- 100 Meter: 10,45 s (+2,0 m/s), 20. Juli 2024 in Algier (algerischer U20-Rekord)
- 200 Meter: 20,83 s (+1,8 m/s), 4. Mai 2025 in Oran